# Derbi del Vallès
El derbi del Vallès és un derbi de futbol comarcal entre el Terrassa FC i el Centre d'Esports Sabadell, clubs de futbol masculí de les ciutats respectives de Terrassa i Sabadell que mantenen una rivalitat en molts àmbits, entre d'altres compartir les dues ciutats la capitalitat de la comarca del Vallès Occidental, un fet inèdit als Països Catalans.

## Història
El CE Sabadell va ser fundat l'any 1903 i el Terrassa FC el 1911. El primer partit del qual es te constància entre tots dos va ser el 7 de maig de 1911 a Terrassa, al camp del Belil, guanyant el Sabadell per nou gols a zero. De fet aquell va ser el primer partit del Terrassa FC, el qual feia uns dies que s'acaba de fundar.
Des dels seus inicis el Sabadell jugava amb samarreta blanc-i-negra a ratlles i pantaló blanc. Posteriorment, el 1913, adoptà la samarreta arlequinada blanc-i-blava i pantaló blau. De fet el primer partit del Sabadell amb quadres blancs i blaus fou precisament contra el Terrassa, jugat el 12 de desembre del 1913.
El Terrassa va jugar des de la seva fundació amb samarreta amb ratlles verdes i blanques. Posteriorment va jugar amb samarreta blanca i coll vermell. No va ser fins al 1930 que va adoptar la seva samarreta vermella.

### Els primers partits
L'any 1913 els dos equips van jugadors dos partits amistosos amb victòria del Sabadell. A finals de 1913 es va celebrar l'anomenat Campionat del Vallès dins la Segona categoria del Campionat de Catalunya. Va ser disputada en tres grups, el grup del Vallès, i dos grups de la ciutat de Barcelona. El grup del Vallès va ser jugat per quatre equips del Vallès Occidental: FC Atlètic de Sabadell, Centre d'Sports Sabadell, Futbol Club Terrassa i Unió Deportiva Terrassa. És en aquesta competició on es van enfrontar per primera vegada el Terrassa FC i el CE Sabadell en competició oficial. El primer partit, jugat a Sabadell va acabar en empat. El partit de tornada, jugat a Terrassa, els visitants van guanyar per 0 a 4.
El 14 de maig de 1916, els dos equips van jugar fora de les seves respectives ciutats. Es van traslladar fins a Tàrrega on allà van jugar l'amistós Trofeu Nova Tàrrega, on el Terrassa FC va guanyar el CE Sabadell per 1-2.  Durant els següents anys van jugar molts més partits, sempre de caràcter amistós.

### El derbi al Campionat de Catalunya
La temporada 1924/25 el Campionat de Catalunya de Primera Categoria s'amplia a 8 equips i això va permetre jugar el Terrassa FC per primera vegada en aquesta categoria. El Sabadell hi jugava des de la temporada 1914/15. En aquesta competició van jugar-hi cinc temporades consecutives.
La temporada 1927-1928 els dos equips es van enfrontar quatre vegades. Primer en el Campionat de Catalunya i després en un torneig organitzat per la Federació Catalana i anomenat Torneig de consolació, on van jugar els cinc darrers classificats de primera categoria i els tres últims de segona categoria.
La temporada 1928-1929 el campionat de Primera Categoria es va reduir a 6 equips i es juga de setembre a novembre. Tots dos equips van quedar dins les tres darrers llocs de la classificació i es va disputar una promoció per tres places a la màxima categoria la propera temporada, entre els tres darrers de primera, entre ells el Terrassa i el Sabadell i 7 equips de Segona Preferent. En aquesta promoció arlequinats i egarencs van jugar entre ells i finalment cap dels dos no va quedar dins les tres primeres places i tots dos van baixar de Primera categoria del Campionat de Catalunya a Segona categoria, divisió que va adoptar el nom de Segona categoria preferent. A la següent temporada, la 1929-1930 tots dos equips a més de jugar la fase regular es van tornar a trobar en la fase per l'ascens per pujar a Primera Categoria. El CE Sabadell va pujar a Primera categoria, en canvi el Terrassa FC va romandre a Segona. Tots dos equips ja no van coincidir més en un campionat de Catalunya, ja que la darrera temporada d'aquesta competició va ser la 1939-40.

### El derbi a Segona divisió
A partir de la temporada 1933-34 el Sabadell va jugar per primera vegada a la Segona divisió espanyola i no va coincidir amb el Terrassa en aquesta categoria fins a la temporada 1942-1943, sent la primera vegada que els egarencs arribaven tant amunt. Aquella temporada els arlequinats van aconseguir l'ascens per primera vegada a la Primera divisió espanyola i en canvi els vermells-i-blancs van baixar a Tercera divisió.
No va ser fins a la temporada 1954-1955 quan tots dos equips es van trobar novament a Segona divisió. A Segona divisió els dos equips van jugar 6 temporades consecutives.
La temporada 1959-1960 el Terrassa va quedar per primera vegada en la classificació per davant del Sabadell, un fet que no havia passat mai fins aleshores en aquella categoria. Els egarencs van quedar en la 6à posició i els saballuts en la 7a, tots dos empatats a 31 punts però amb el gol average favorable al Terrassa. En el partit d'anada el Terrassa va guanyar, trencant una ratxa de 6 partits consecutius sense guanyar el derbi.
La temporada següent el Terrassa va baixar de categoria i el Sabadell també ho va fer la temporada següent i així la temporada 1963-1964 tots dos equips es van tornar a trobar a Tercera divisió, tot i que els arlequinats van pujar de categoria aquella mateixa temporada. I la temporada següent el Sabadell va tornar a pujar, jugant novament a Primera divisió, categoria on mai ha jugat el Terrassa.
La temporada 1971-1972 el Sabadell baixarà a Segona divisió, però el Terrassa estarà jugant a Tercera. Per la temporada 1974-75 el Sabadell baixarà a Tercera divisió i el Terrassa pujarà a Segona divisió, sent la primera vegada que els egarencs juguen en una categoria superior que els arlequinats. Durant dues temporades el Sabadell va jugar a Tercera divisió, tornant a la divisió de plata la temporada 1977-78 on va tornar a coincidir amb el Terrassa, on tots dos equips van jugar en la primera jornada. Casualment es va repetir el derbi en la jornada inaugural la temporada següent. Aquella temporada el Terrassa baixarà a Segona divisió B, una categoria que començà a disputar-se la temporada anterior.

### El derbi a Segona divisió B
El Sabadell va baixar a Segona divisió B la temporada 1982-1983 però no va coincidir amb el Terrassa ja que la temporada anterior havia baixat a Tercera Divisió. La dècada de 1990 es va iniciar amb el Terrassa a Regional Preferent mentre el Sabadell jugava a Segona divisió. Tots dos equips no van tornar a coincidir fins a la temporada 1993-1994 a Tercera divisió. Feia 14 anys que no es trobaven en un partit oficial i el derbi va acabar amb empat els dos partits. Aquell temporada tots dos equips van pujar a Segona divisió B, i en la nova categoria els dos partits els va guanyar el Terrassa. En el partit d'anada de la temporada següent els egarencs van tornar a guanyar, però en el partit de tornada a la Nova Creu Alta el Sabadell va guanyar per 5 a 1. Els arlequinats van vèncer els dos partits al Terrassa la temporada 1996-1997 amb el mateix resultat de 4 gols a favor i 3 en contra. Al llarg d'aquella dècada els dos equips van continuar jugant i enfrontant-se a la Segona divisió B.
El segle XXI es va iniciar amb el Terrassa pujant la temporada 2001-2002 a Segona divisió i amb dos títols consecutius a la Copa Catalunya, el 2002 i 2003. Durant tres anys els egarencs van jugar a la categoria de plata, mentre el Sabadell restava a Segona divisió B. La temporada 2005-2006 es va tornar a jugar el derbi a Segona divisió B ja que el Terrassa havia baixat de categoria. Però només es va jugar un any, ja que el Sabadell va baixar a Tercera divisió. Però el derbi va tornar la temporada 2007-2008 gràcies a l'ascens arlequinat.
El derbi jugat el 24 de gener de 2010 va ser el primer on els dos entrenadors dels respectius equips havien nascut a la ciutat que entrenen. Així David Pirri va néixer a Sabadell, havia jugat al Sabadell, i ara era l'entrenador. I Miquel Olmo va néixer a Terrassa, havia jugat al Terrassa, i ara era l'entrenador. Es va donar la casualitat que un parell d'anys després tots dos entrenadors van canviar de banqueta i van marxar a l'equip de l'altra ciutat. Així Pirri va entrenar el Terrassa i Olmo el Sabadell.
La temporada 2009-2010 va ser la darrera on es va jugar el derbi, ja que el Terrassa va baixar a Tercera Divisió, i el Sabadell des de llavors sempre ha jugat en una o dues categories superior a l'equip egarenc.
A Segona divisió B els dos equips van jugar junts 8 temporades seguides i és la lliga on més derbis vallesans s'han disputat amb 24 partits.
La temporada 2024/25, per primera vegada en catorze anys, va tenir lloc un nou derbi, aquesta vegada a Segona Federació pel descens la temporada anterior del Sabadell.

### El derbi a la Copa Catalunya
L'any 1925 tots dos equips es van enfrontar per primera vegada a la Copa Catalunya. La competició es disputà en forma de lligueta amb set equips, tots contra tots, a una volta i disputant-se els partits en camp neutral. Els terrassencs van guanyar el Sabadell en la darrera jornada i aquest fet va donar el títol al Terrassa FC. Aquell partit es va jugar al camp de l'Europa i els vermells-i-blancs van jugar de locals. Aquell partit també va ser el primer partit que el Terrassa FC guanyava al CE Sabdell en competició oficial.
L'any 1936 es van tornar a trobar. El Terrassa va eliminar el Sabadell a vuitens de final i va continuar fins a arribar a la final on va derrotar el Girona FC i es va proclamar campió per segona vegada.
No va ser fins a la dècada de 1990 que els dos equips es van tornar novament en tres eliminatòries que van tenir el mateix format de competició triangular amb tres equips dins una competició anomenada Catalunya Cup i amb partits de 45 minuts. El primer enfrontament va ser l'any 1995 i van jugar tots dos equips juntament amb el Rubí i va ser el Sabadell qui va passar ronda.
El segon enfrontament va ser el 1997, també Catalunya Cup en una nova eliminatòria triangular amb el Vilobí FC on va passar l'equip egarenc.
L'any 1998 es repetir el format triangular, aquesta vegada amb el CF Balaguer. Aquella ronda va venir marcada amb polèmica. El triangular disputat el 15 d'agost els tres partits van quedar empatats a 0 i es van decidir per penals. El Terrassa va vencer el Sabadell per penals (4-3), els arlequinats al Balaguer (3-5) i el Terrassa i Balaguer van empatat (3-3). En teoria el Terrassa s'havia de classificar (per penals, un triomf i un empat, millor que els rivals), però el delegat de la Federació va cedir la classificació al Sabadell per haver marcat més gols. El club egarenc va elevar una protesta i en una decisió sense precedents, la Federació va ordenar reprendre la tanda de penals entre el Terrassa i el Balaguer el 19 d'agost per desfer l'empat. El Terrassa es va classificar en marcar el seu penal i el Balaguer fallar el seu.
El 7 d’agost de 2011 amb el nom recuperat de Copa Catalunya. Aquella temporada el Terrassa jugava a Tercera Divisió i el Sabadell acabava d’aconseguir l’ascens a Segona Divisió A. Tots dos s'havien incorporat a la primera eliminatòria de la segona fase. El Sabadell va guanyar el partit, jugat a Terrassa, amb un gol marcat al minut 80 pel jugador exterrassenc Florián, que també era el seu primer gol marcat amb la samarreta arlequinada.
Tots dos equips es van tornar a trobar el 15 de gener de 2025 en els vuitens de final, en una eliminatòria a un partit únic de 90 minuts i jugat a Terrassa. El Sabadell va guanyar per 1 a 2 i es va classificar pels quarts de final, en un partit que va començar guanyant quan tot just es portaven 25 segons de joc, després de marcar gràcies a una errada del porter local.

### El derbi a Segona Federació
La temporada 2024-2025 després de 14 anys sense enfrontament oficial, novament es van trobar els dos equips a Segona Federació, conseqüència del descens de categoria del conjunt arlequinat la temporada anterior. La temporada 2024-2025 era la quarta campanya consecutiva que l’equip terrassenc a Segona RFEF. L'enfrontament del 8 de desembre del 2024 a la Nova Creu Alta va acabar amb empat a zero gols. 9.123 espectadors van omplir les grades, les quals 766 van ser aficionats del Terrassa. El Sabadell arribava líder en aquell partit i va ser superior al Terrassa, tenint també més ocasions. En els darrers minuts, l'àrbitre va anul·lar un gol al conjunt egarenc per un fora de joc polèmic.
Abans de l’inici del partit, en carrers propers a l’estadi va haver-hi un enfrontament  entre grups d’aficionats rivals i en acabar el partit, a tocar de la Nova Creu Alta, tres joves van llançat pedres contra un dels autocars que traslladava penyistes terrassistes, i un dels vidres davanters del vehicle va ser malmès.
El 20 d'abril de 2025 es va jugar el partit de tornada a l'Estadi Olímpic de Terrassa. Més de 1.300 seguidors arlequinats van omplir les grades del camp del Terrassa en un dels desplaçaments més massius de l'afició del Sabadell. El Terrassa enfrontava el derbi sent el desè a la classificació, amb 45 punts i és a quatre punts de la cinquena posició, la que marca la zona del play-off d'ascens.  El conjunt arlequinat arribava sent quart a la classificació amb 50 punts i acumulant una ratxa de cinc victòries en els últims sis partits. El partit va començar amb molta intensitat i en el minut 15 després d'un córner a favor dels visitants, l’àrbitre xiulava penal. Per alegria dels aficionats terrassencs, Sergio Cortés enviava la pilota als núvols. Quan quedaven segons perquè finalitzessin els primers 45 minuts, el Terrassa s'avançava amb un gol de Víctor Morales. A la segona part el Terrassa FC va ser molt superior. Al minut 64, Aythami sentenciava el partit amb el segon i definitiu gol a favor del Terrassa. Amb el triomf de 2-0 a favor del Terrassa, els vermells guanyaven per primera vegada al seu etern rival en una competició de lliga, després de 23 anys.

### Els amistosos
Els dos equips han jugat més partits amistosos que oficials. Alguns d'aquests partits van ser partits per la Festa Major de Terrassa o la Festa Major de Sabadell o partits de pre-temporada. Altres partits van ser competicions organitzades per la mateixa Federació Catalana de Futbol, la majoria al finalitzar una temporada, però que no tenien caràcter oficial.
Així per exemple, podem citar la Copa Aiguader l'any 1931. La Federació Catalana de futbol va organitzar al finalitzar els campionats de la temporada 1930-1931 una competició anomenada Copes Macià i Aiguader, en honor del president de la Generalitat i de l'alcalde de Barcelona d'aleshores. Van participar els 6 equips de Primera categoria i els classificats del 7à al 12è lloc de Segona categoria, equips que no jugaven la promoció d'ascens a Primera categoria. En total, dotze equips que es van enfrontar en una doble eliminatòria, entre un equip de cada categoria. Els sis equips guanyadors van continuar jugant la Copa Macià i els sis eliminats van jugar un torneig de consolació, anomenat copa Aiguader. El Terrassa i el Sabadell, al ser eliminats, es van trobar a la Copa Aiguader. L'eliminatòria la van guanyar els arlequinats. Posteriorment el Sabadell també seria eliminat.
El març de 1937 amb els campionats de Catalunya finalitzats la Federació Catalana va organitzar un campionat anomenat de ‘Promoció i Lliga Comarcal', on van prendre part 14 equips, entre ells egarencs i saballuts. Els partits es jugaven a devolució de visita sense  dividir el campionat en dues voltes com solia fer-se. Terrassa i Sabadell no es van trobar fins al mes de setembre, guanyant de local el Sabadell per 7 a 1, i guanyant el Terrassa de local per 5 a 1, sent les victòries més grans aconseguides per cada equip en partit oficial. Aquella competició va acabar al mes de setembre sense una classificació oficial definitiva, ja que alguns partits no es jugaren i els equips de Segona Categoria que havien de jugar la promoció d'ascens a Primera es van retirar.
La temporada 1941-1942 els dos equips es van trobar en la Copa Presidente de la Federación, una competició organitzada per la Federació Catalana durant els mesos de maig i juny i que va reunir els equips que havien estat eliminats de diferents competicions i es trobaven inactius: Sabadell CE, Terrassa FC, Girona FC i el FC Martinenc, a més dels equips reserves del FC Barcelona i el RCD Espanyol. Els dos partits disputats entre arlequinats i vermells-i-blancs els va guanyar el Terrassa. A més, l'equip egarenc va ser el campió d'aquella copa.
Altres competicions organitzades per la Federació i que no tenien caràcter oficial van ser el Torneig Hispano-Francés Agustí Pujol, el Torneig Julià de Campmany o la Copa Federación.

## Estadística de partits

### Tots els partits[19][37]
| Temporada | Competició                                        | Data       | Local      | Visitant   |
| --------- | ------------------------------------------------- | ---------- | ---------- | ---------- |
| 1910-1911 | amistós                                           | 07-05-1911 | Terrassa 0 | Sabadell 9 |
| 1912-1913 | amistós                                           | 25-07-1913 | Terrassa 2 | Sabadell 4 |
| 1913-1914 | amistós                                           | 07-09-1913 | Sabadell 7 | Terrassa 0 |
| 1913-1914 | Campionat de Catalunya 2a cat                     | 14-12-1913 | Sabadell 1 | Terrassa 1 |
| 1913-1914 | Campionat de Catalunya 2a cat                     | 01-03-1914 | Terrassa 0 | Sabadell 4 |
| 1915-1916 | amistós                                           | 16-04-1916 | Sabadell 6 | Terrassa 3 |
| 1915-1916 | amistós                                           | 13-05-1916 | Sabadell 1 | Terrassa 2 |
| 1915-1916 | amistós                                           | 06-08-1916 | Sabadell 2 | Terrassa 2 |
| 1916-1917 | amistós                                           | 22-10-1916 | Terrassa 1 | Sabadell 7 |
| 1916-1917 | amistós                                           | 01-11-1916 | Sabadell 1 | Terrassa 0 |
| 1916-1917 | amistós                                           | 18-03-1917 | Terrassa 0 | Sabadell 1 |
| 1916-1917 | amistós                                           | 19-03-1917 | Sabadell 3 | Terrassa 1 |
| 1916-1917 | amistós                                           | 02-07-1917 | Terrassa 3 | Sabadell 0 |
| 1916-1917 | amistós                                           | 08-07-1917 | Sabadell 3 | Terrassa 0 |
| 1917-1918 | amistós                                           | 02-09-1917 | Terrassa 0 | Sabadell 2 |
| 1917-1918 | amistós                                           | 30-09-1917 | Sabadell 2 | Terrassa 1 |
| 1917-1918 | Copa Joan Cruz (amistós - no oficial)             | 19-05-1918 | Sabadell 5 | Terrassa 2 |
| 1917-1918 | Copa Ventayol (amistós - no oficial)              | 02-06-1918 | Terrassa 4 | Sabadell 0 |
| 1920-1921 | amistós                                           | 21-03-1921 | Terrassa 2 | Sabadell 5 |
| 1920-1921 | amistós                                           | 09-04-1922 | Terrassa 3 | Sabadell 2 |
| 1920-1921 | amistós                                           | 01-07-1922 | Terrassa 1 | Sabadell 0 |
| 1920-1921 | amistós                                           | 05-08-1922 | Sabadell 2 | Terrassa 1 |
| 1921-1922 | amistós                                           | 31-12-1922 | Terrassa 2 | Sabadell 3 |
| 1922-1923 | amistós                                           | 01-01-1923 | Sabadell 1 | Terrassa 1 |
| 1922-1923 | amistós                                           | 04-03-1923 | Terrassa 1 | Sabadell 3 |
| 1922-1923 | amistós                                           | 11-03-1923 | Sabadell 2 | Terrassa 1 |
| 1922-1923 | amistós                                           | 01-07-1923 | Sabadell 3 | Terrassa 3 |
| 1922-1923 | amistós                                           | 05-08-1923 | Sabadell 4 | Terrassa 0 |
| 1922-1923 | amistós                                           | 07-10-1923 | Terrassa 2 | Sabadell 3 |
| 1923-1924 | amistós                                           | 04-11-1923 | Terrassa 2 | Sabadell 2 |
| 1923-1924 | amistós                                           | 19-03-1924 | Sabadell 0 | Terrassa 1 |
| 1923-1924 | amistós                                           | 07-07-1924 | Terrassa 0 | Sabadell 1 |
| 1923-1924 | amistós                                           | 03-08-1924 | Sabadell 4 | Terrassa 4 |
| 1924-1925 | amistós                                           | 28-09-1924 | Sabadell 3 | Terrassa 2 |
| 1924-1925 | Campionat de Catalunya 1a cat                     | 19-10-1924 | Sabadell 3 | Terrassa 3 |
| 1924-1925 | Campionat de Catalunya 1a cat                     | 18-01-1925 | Terrassa 1 | Sabadell 2 |
| 1924-1925 | Copa Ochoa (amistós - no oficial)                 | 11-05-1925 | Sabadell 3 | Terrassa 3 |
| 1924-1925 | Copa Ochoa (amistós - no oficial)                 | 17-05-1925 | Terrassa 0 | Sabadell 3 |
| 1924-1925 | amistós                                           | 21-06-1925 | Terrassa 0 | Sabadell 2 |
| 1924-1925 | amistós                                           | 02-08-1925 | Sabadell 3 | Terrassa 2 |
| 1925-1926 | amistós                                           | 13-09-1925 | Terrassa 2 | Sabadell 2 |
| 1925-1926 | amistós                                           | 04-10-1925 | Sabadell 1 | Terrassa 0 |
| 1925-1926 | Copa Catalunya                                    | 06-12-1925 | Terrassa 2 | Sabadell 0 |
| 1925-1926 | Campionat de Catalunya 1a cat                     | 31-01-1926 | Terrassa 1 | Sabadell 0 |
| 1925-1926 | amistós                                           | 18-04-1926 | Sabadell 4 | Terrassa 1 |
| 1925-1926 | Campionat de Catalunya 1a cat                     | 20-06-1926 | Sabadell 2 | Terrassa 3 |
| 1925-1926 | amistós                                           | 04-07-1926 | Terrassa 3 | Sabadell 4 |
| 1925-1926 | amistós                                           | 29-08-1926 | Sabadell 4 | Terrassa 1 |
| 1926-1927 | amistós                                           | 05-09-1926 | Terrassa 0 | Sabadell 5 |
| 1926-1927 | amistós                                           | 19-09-1926 | Sabadell 3 | Terrassa 3 |
| 1926-1927 | Campionat de Catalunya 1a cat                     | 14-11-1926 | Sabadell 3 | Terrassa 1 |
| 1926-1927 | Campionat de Catalunya 1a cat                     | 30-01-1927 | Terrassa 3 | Sabadell 2 |
| 1926-1927 | amistós                                           | 20-03-1927 | Sabadell 2 | Terrassa 3 |
| 1926-1927 | amistós                                           | 24-04-1927 | Terrassa 4 | Sabadell 5 |
| 1926-1927 | amistós                                           | 03-07-1927 | Terrassa 1 | Sabadell 1 |
| 1926-1927 | amistós                                           | 31-07-1927 | Sabadell 1 | Terrassa 1 |
| 1927-1928 | amistós                                           | 03-09-1927 | Sabadell 1 | Terrassa 2 |
| 1927-1928 | amistós                                           | 18-09-1927 | Terrassa 1 | Sabadell 0 |
| 1927-1928 | amistós                                           | 25-09-1927 | Sabadell 6 | Terrassa 4 |
| 1927-1928 | Campionat de Catalunya 1a cat                     | 13-11-1927 | Sabadell 2 | Terrassa 0 |
| 1927-1928 | Campionat de Catalunya 1a cat                     | 15-01-1928 | Terrassa 2 | Sabadell 1 |
| 1927-1928 | Torneig de Consolació                             | 01-04-1928 | Sabadell 2 | Terrassa 0 |
| 1927-1928 | amistós                                           | 15-05-1928 | Sabadell 2 | Terrassa 2 |
| 1927-1928 | Torneig de Consolació                             | 17-06-1928 | Terrassa 1 | Sabadell 2 |
| 1927-1928 | amistós                                           | 01-07-1928 | Terrassa 3 | Sabadell 2 |
| 1927-1928 | amistós                                           | 01-08-1928 | Sabadell 0 | Terrassa 1 |
| 1928-1929 | Campionat de Catalunya 1a cat                     | 28-10-1928 | Sabadell 1 | Terrassa 0 |
| 1928-1929 | Campionat de Catalunya 1a cat                     | 02-12-1928 | Terrassa 2 | Sabadell 0 |
| 1928-1929 | Promoció 1ª Categoria Catalunya                   | 10-03-1929 | Sabadell 1 | Terrassa 0 |
| 1928-1929 | Promoció 1ª Categoria Catalunya                   | 02-06-1929 | Terrassa 2 | Sabadell 2 |
| 1929-1930 | Campionat de Catalunya 2a cat                     | 22-09-1929 | Sabadell 2 | Terrassa 1 |
| 1929-1930 | Campionat de Catalunya 2a cat                     | 27-10-1929 | Terrassa 0 | Sabadell 2 |
| 1929-1930 | Promoció 1ª Categoria Catalunya                   | 25-05-1930 | Sabadell 2 | Terrassa 1 |
| 1929-1930 | Promoció 1ª Categoria Catalunya                   | 06-07-1930 | Terrassa 3 | Sabadell 4 |
| 1930-1931 | amistós                                           | 01-01-1931 | Sabadell 3 | Terrassa 0 |
| 1930-1931 | amistós                                           | 22-03-1931 | Terrassa 3 | Sabadell 5 |
| 1930-1931 | Copa Aiguader (no oficial)                        | 24-06-1931 | Terrassa 3 | Sabadell 1 |
| 1930-1931 | Copa Aiguader (no oficial)                        | 29-06-1931 | Sabadell 4 | Terrassa 1 |
| 1931-1932 | amistós                                           | 10-07-1932 | Terrassa 5 | Sabadell 1 |
| 1931-1932 | amistós                                           | 31-07-1932 | Sabadell 1 | Terrassa 1 |
| 1932-1933 | amistós                                           | 09-04-1933 | Terrassa 1 | Sabadell 5 |
| 1933-1934 | amistós                                           | 08-04-1934 | Terrassa 3 | Sabadell 2 |
| 1933-1934 | amistós                                           | 01-07-1934 | Terrassa 3 | Sabadell 1 |
| 1933-1934 | amistós                                           | 15-07-1934 | Sabadell 5 | Terrassa 1 |
| 1934-1935 | amistós                                           | 05-05-1935 | Sabadell 3 | Terrassa 1 |
| 1935-1936 | amistós                                           | 01-11-1935 | Terrassa 2 | Sabadell 2 |
| 1935-1936 | Copa Catalunya                                    | 07-06-1936 | Sabadell 3 | Terrassa 4 |
| 1936-1937 | amistós                                           | 15-11-1936 | Sabadell 5 | Terrassa 1 |
| 1936-1937 | amistós                                           | 14-03-1937 | Sabadell 0 | Terrassa 2 |
| 1936-1937 | Lliga Comarcal                                    | 05-09-1937 | Sabadell 7 | Terrassa 1 |
| 1936-1937 | Lliga Comarcal                                    | 12-09-1937 | Terrassa 5 | Sabadell 1 |
| 1937-1938 | amistós                                           | 23-01-1938 | Terrassa 1 | Sabadell 4 |
| 1937-1938 | amistós                                           | 23-01-1938 | Sabadell 4 | Terrassa 3 |
| 1939-1940 | amistós                                           | 03-07-1939 | Terrassa 2 | Sabadell 1 |
| 1939-1940 | amistós                                           | 24-06-1940 | Sabadell 4 | Terrassa 0 |
| 1939-1940 | amistós                                           | 02-07-1940 | Sabadell 2 | Terrassa 0 |
| 1941-1942 | Copa Presidente de la Federación (no oficial)     | 14-05-1942 | Sabadell 0 | Terrassa 4 |
| 1941-1942 | Copa Presidente de la Federación (no oficial)     | 07-06-1942 | Terrassa 4 | Sabadell 1 |
| 1941-1942 | amistós                                           | 04-07-1942 | Terrassa 2 | Sabadell 1 |
| 1942-1943 | Segona divisió                                    | 01-10-1942 | Terrassa 2 | Sabadell 2 |
| 1942-1943 | Segona divisió                                    | 15-11-1942 | Sabadell 1 | Terrassa 2 |
| 1942-1943 | amistós                                           | 04-07-1943 | Terrassa 3 | Sabadell 2 |
| 1945-1946 | amistós                                           | 26-05-1946 | Terrassa 2 | Sabadell 3 |
| 1947-1948 | amistós                                           | 09-05-1948 | Terrassa 3 | Sabadell 1 |
| 1947-1948 | amistós                                           | 10-05-1948 | Sabadell 1 | Terrassa 1 |
| 1948-1949 | amistós                                           | 27-03-1949 | Terrassa 2 | Sabadell 3 |
| 1949-1950 | amistós                                           | 02-05-1950 | Sabadell 3 | Terrassa 3 |
| 1949-1950 | amistós                                           | 04-06-1950 | Terrassa 4 | Sabadell 3 |
| 1951-1952 | amistós                                           | 24-08-1952 | Sabadell 6 | Terrassa 5 |
| 1952-1953 | amistós                                           | 07-09-1952 | Terrassa 6 | Sabadell 1 |
| 1952-1953 | amistós                                           | 21-06-1953 | Terrassa 2 | Sabadell 1 |
| 1954-1955 | amistós                                           | 13-06-1954 | Sabadell 2 | Terrassa 4 |
| 1954-1955 | amistós                                           | 04-07-1954 | Terrassa 4 | Sabadell 0 |
| 1954-1955 | Segona divisió                                    | 12-10-1954 | Sabadell 1 | Terrassa 0 |
| 1954-1955 | Segona divisió                                    | 23-01-1955 | Terrassa 3 | Sabadell 1 |
| 1954-1955 | amistós                                           | 22-05-1955 | Terrassa 2 | Sabadell 1 |
| 1954-1955 | amistós                                           | 03-07-1955 | Terrassa 2 | Sabadell 1 |
| 1954-1955 | amistós                                           | 31-07-1955 | Sabadell 1 | Terrassa 2 |
| 1955-1956 | Segona divisió                                    | 30-10-1955 | Sabadell 1 | Terrassa 3 |
| 1955-1956 | Segona divisió                                    | 04-03-1956 | Terrassa 0 | Sabadell 1 |
| 1955-1956 | Torneig Hispano-Francés Agustí Pujol (no oficial) | 29-06-1956 | Sabadell 2 | Terrassa 2 |
| 1956-1957 | Segona divisió                                    | 07-10-1956 | Sabadell 3 | Terrassa 0 |
| 1956-1957 | Segona divisió                                    | 24-02-1957 | Terrassa 1 | Sabadell 2 |
| 1957-1958 | Segona divisió                                    | 05-01-1958 | Sabadell 3 | Terrassa 0 |
| 1957-1958 | Torneig Hispano-Francés Agustí Pujol (no oficial) | 23-02-1958 | Terrassa 6 | Sabadell 3 |
| 1957-1958 | Segona divisió                                    | 26-05-1958 | Terrassa 1 | Sabadell 3 |
| 1957-1958 | Torneig Hispano-Francés Agustí Pujol (no oficial) | 15-06-1958 | Sabadell 5 | Terrassa 1 |
| 1958-1959 | Segona divisió                                    | 16-11-1958 | Terrassa 0 | Sabadell 0 |
| 1958-1959 | Segona divisió                                    | 15-03-1959 | Sabadell 1 | Terrassa 0 |
| 1959-1960 | Segona divisió                                    | 20-12-1959 | Terrassa 1 | Sabadell 0 |
| 1959-1960 | Segona divisió                                    | 10-04-1960 | Sabadell 2 | Terrassa 2 |
| 1959-1960 | amistós                                           | 03-07-1960 | Terrassa 2 | Sabadell 1 |
| 1960-1961 | Segona divisió                                    | 20-11-1960 | Terrassa 0 | Sabadell 0 |
| 1960-1961 | Segona divisió                                    | 12-03-1961 | Sabadell 2 | Terrassa 0 |
| 1962-1963 | Torneig Julià de Campmany (no oficial)            | 20-05-1962 | Terrassa 1 | Sabadell 3 |
| 1962-1963 | Torneig Julià de Campmany (no oficial)            | 20-05-1962 | Sabadell 4 | Terrassa 2 |
| 1963-1964 | Tercera divisió                                   | 22-12-1963 | Sabadell 0 | Terrassa 1 |
| 1963-1964 | Tercera divisió                                   | 26-04-1964 | Terrassa 1 | Sabadell 1 |
| 1964-1965 | amistós                                           | 25-06-1965 | Sabadell 3 | Terrassa 1 |
| 1965-1968 | amistós                                           | 01-05-1968 | Sabadell 4 | Terrassa 1 |
| 1968-1969 | Copa Federación (no oficial)                      | 19-06-1969 | Sabadell 1 | Terrassa 1 |
| 1968-1969 | Copa Federación (no oficial)                      | 28-06-1969 | Terrassa 1 | Sabadell 2 |
| 1976-1978 | amistós                                           | 19-06-1977 | Sabadell 3 | Terrassa 1 |
| 1976-1978 | amistós                                           | 21-08-1977 | Terrassa 0 | Sabadell 0 |
| 1977-1978 | Segona divisió                                    | 03-09-1977 | Sabadell 4 | Terrassa 3 |
| 1977-1978 | Segona divisió                                    | 08-01-1978 | Terrassa 2 | Sabadell 0 |
| 1978-1979 | Segona divisió                                    | 02-09-1978 | Terrassa 0 | Sabadell 0 |
| 1978-1979 | Segona divisió                                    | 28-01-1979 | Sabadell 1 | Terrassa 1 |
| 1978-1979 | amistós                                           | 01-04-1979 | Sabadell 1 | Terrassa 1 |
| 1979-1980 | amistós                                           | 27-09-1979 | Sabadell 3 | Terrassa 0 |
| 1979-1980 | amistós                                           | 31-08-1980 | Terrassa 3 | Sabadell 1 |
| 1980-1981 | amistós                                           | 27-08-1981 | Sabadell 4 | Terrassa 1 |
| 1988-1989 | amistós                                           | 29-08-1989 | Terrassa 0 | Sabadell 3 |
| 1992-1993 | amistós                                           | 09-09-1992 | Terrassa 1 | Sabadell 3 |
| 1993-1994 | Tercera divisió                                   | 14-11-1993 | Sabadell 1 | Terrassa 1 |
| 1993-1994 | Tercera divisió                                   | 27-03-1994 | Terrassa 2 | Sabadell 2 |
| 1994-1995 | Segona divisió B                                  | 18-09-1994 | Terrassa 1 | Sabadell 0 |
| 1994-1995 | Segona divisió B                                  | 05-02-1995 | Sabadell 1 | Terrassa 2 |
| 1994-1995 | Copa Catalunya                                    | 28-05-1995 | Terrassa 1 | Sabadell 1 |
| 1995-1996 | Segona divisió B                                  | 10-12-1995 | Terrassa 1 | Sabadell 0 |
| 1995-1996 | Segona divisió B                                  | 05-05-1996 | Sabadell 5 | Terrassa 1 |
| 1996-1997 | Segona divisió B                                  | 17-11-1996 | Terrassa 3 | Sabadell 4 |
| 1996-1997 | Segona divisió B                                  | 31-03-1997 | Sabadell 4 | Terrassa 3 |
| 1996-1997 | Copa Catalunya                                    | 31-05-1997 | Sabadell 1 | Terrassa 0 |
| 1997-1998 | Segona divisió B                                  | 02-11-1997 | Terrassa 4 | Sabadell 2 |
| 1997-1998 | Segona divisió B                                  | 15-03-1998 | Sabadell 0 | Terrassa 1 |
| 1998-1999 | Copa Catalunya                                    | 15-08-1998 | Terrassa 0 | Sabadell 0 |
| 1998-1999 | Segona divisió B                                  | 09-01-1999 | Terrassa 0 | Sabadell 0 |
| 1998-1999 | Segona divisió B                                  | 23-05-1999 | Sabadell 1 | Terrassa 0 |
| 1999-2000 | Segona divisió B                                  | 26-09-1999 | Sabadell 0 | Terrassa 1 |
| 1999-2000 | Segona divisió B                                  | 06-02-2000 | Terrassa 1 | Sabadell 1 |
| 2000-2001 | Segona divisió B                                  | 29-10-2000 | Terrassa 2 | Sabadell 2 |
| 2000-2001 | Segona divisió B                                  | 11-03-2001 | Sabadell 1 | Terrassa 0 |
| 2001-2002 | Segona divisió B                                  | 23-01-2002 | Sabadell 0 | Terrassa 1 |
| 2001-2002 | Segona divisió B                                  | 28-04-2002 | Terrassa 1 | Sabadell 0 |
| 2002-2003 | Copa del Centenari (no oficial)                   | 20-08-2003 | Sabadell 1 | Terrassa 1 |
| 2005-2006 | Segona divisió B                                  | 09-10-2005 | Sabadell 2 | Terrassa 1 |
| 2005-2006 | Segona divisió B                                  | 05-03-2006 | Terrassa 1 | Sabadell 1 |
| 2007-2008 | Segona divisió B                                  | 09-09-2007 | Terrassa 2 | Sabadell 4 |
| 2007-2008 | Segona divisió B                                  | 27-01-2008 | Sabadell 1 | Terrassa 1 |
| 2008-2009 | Segona divisió B                                  | 14-09-2008 | Sabadell 3 | Terrassa 2 |
| 2008-2009 | Segona divisió B                                  | 25-01-2009 | Terrassa 1 | Sabadell 3 |
| 2009-2010 | Ciutat de Terrassa (no oficial)                   | 23-08-2009 | Terrassa 1 | Sabadell 0 |
| 2009-2010 | Segona divisió B                                  | 13-09-2009 | Terrassa 1 | Sabadell 1 |
| 2009-2010 | Segona divisió B                                  | 24-01-2010 | Sabadell 2 | Terrassa 0 |
| 2011-2012 | Copa Catalunya                                    | 07-08-2011 | Terrassa 0 | Sabadell 1 |
| 2024-2025 | 2a Federació                                      | 08-12-2024 | Sabadell 0 | Terrassa 0 |
| 2024-2025 | Copa Catalunya                                    | 15-01-2025 | Terrassa 1 | Sabadell 2 |
| 2024-2025 | 2a Federació                                      | 20-04-2025 | Terrassa 2 | Sabadell 0 |

## Taula total de partits

### Partits oficials
| Equip       | Victòries | Empats | Derrotes | Gols | Gols a casa | Gols a fora |
| ----------- | --------- | ------ | -------- | ---- | ----------- | ----------- |
| CE Sabadell | 35        | 21     | 23       | 124  | 70          | 54          |
| Terrassa FC | 23        | 21     | 35       | 98   | 57          | 41          |

Taula general de tots els partits
|                                 | Total Jugats | Victòria CE Sabadell | Empat | Victòria Terrassa FC |
| ------------------------------- | ------------ | -------------------- | ----- | -------------------- |
| Campionat de Catalunya 1a cat   | 10           | 4                    | 1     | 5                    |
| Promoció 1ª Categoria Catalunya | 4            | 3                    | 1     | 0                    |
| Torneig de Consolació           | 2            | 2                    | 0     | 0                    |
| Campionat de Catalunya 2a cat   | 4            | 3                    | 1     | 0                    |
| Copa Catalunya                  | 7            | 3                    | 2     | 2                    |
| Lliga Comarcal                  | 2            | 1                    | 0     | 1                    |
| Segona divisió                  | 20           | 9                    | 6     | 5                    |
| Segona divisió B                | 24           | 10                   | 6     | 8                    |
| Tercera divisió                 | 4            | 0                    | 3     | 1                    |
| Segona Federació                | 2            | 0                    | 1     | 1                    |
| Total oficials                  | 79           | 35                   | 21    | 23                   |
| No oficials                     | 110          | 56                   | 20    | 34                   |
| Total                           | 189          | 91                   | 41    | 57                   |

## El derbi del Terrassa amb el filial
El primer equip egarenc també ha jugat vuit vegades amb el filial del Sabadell, el Sabadell B, quan tots dos equips han coincidit en la mateixa categoria. La primera vegada va ser la temporada 1991-92, quan el CE Sabadell B i el Terrassa FC jugaven a Primera Catalana. El següent enfrontament va ser la temporada 2014-15 a Tercera divisió en el partit d'anada els dos equips van jugar a l'estadi de Pepín Valls de Castellar del Vallès. En aquesta divisió van jugar dues temporades més consecutives els dos equips, enfrontant-se quatre vegades més.

### Taula d'enfrontaments Terrassa vs Sabadell B
| Temporada | Competició             | Data       | Local        | Visitant     | Data       | Local        | Visitant     |
| --------- | ---------------------- | ---------- | ------------ | ------------ | ---------- | ------------ | ------------ |
| 1991-1992 | Primera Catalana       | 24-11-1991 | Terrassa 0   | Sabadell B 0 | 05-04-1992 | Sabadell B 1 | Terrassa 1   |
| 2014/2015 | Tercera Divisió grup 5 | 23-11-2014 | Sabadell B 1 | Terrassa 1   | 15-04-2015 | Terrassa 1   | Sabadell B 0 |
| 2015/2016 | Tercera Divisió grup 5 | 21-09-2015 | Sabadell B 3 | Terrassa 0   | 7-02-2016  | Terrassa 1   | Sabadell B 1 |
| 2016/2017 | Tercera Divisió grup 5 | 25-09-2016 | Sabadell B 1 | Terrassa 1   | 12-02-2017 | Terrassa 0   | Sabadell B 1 |

### partits oficials
| Equip         | Victòries | Empats | Derrotes | Gols | Gols a casa | Gols a fora |
| ------------- | --------- | ------ | -------- | ---- | ----------- | ----------- |
| CE Sabadell B | 2         | 5      | 1        | 8    | 6           | 2           |
| Terrassa FC   | 1         | 5      | 2        | 5    | 2           | 3           |

|       | partits jugats | Victòria CE Sabadell | Empat | Victòria Terrassa FC |
| ----- | -------------- | -------------------- | ----- | -------------------- |
| total | 8              | 2                    | 5     | 1                    |

## Evolució de l'uniforme

### CE Sabadell
| 1903 | 1916 | 1953 | 1963 | 1968 | 1995 | 2001 | 2003 |  |

| 2009 | 2010 | 2011 | 2012 |  | 2023 |  |

### Terrassa FC
| 1906 | 1911 | 1916 | 1934 | 1939 | 1964 | 1976 | 1985 |  |

| 1996 | 2010 |  | 2014 | 2023 |  |